# Piero Codia
Piero Codia (Trieste, 22 de octubre de 1989) es un deportista italiano que compite en natación, especialista en el estilo mariposa.
Ganó dos medallas en el Campeonato Europeo de Natación, oro en 2018 y plata en 2016, y tres medallas en el Campeonato Europeo de Natación en Piscina Corta, en los años 2013 y 2017.

## Palmarés internacional
| Campeonato Europeo                  | Campeonato Europeo     | Campeonato Europeo | Campeonato Europeo      |
| Año                                 | Lugar                  | Medalla            | Prueba                  |
| ----------------------------------- | ---------------------- | ------------------ | ----------------------- |
| 2016                                | Londres (Reino Unido)  | Medalla de plata   | 4 × 100 m estilos mixto |
| 2018                                | Glasgow (Reino Unido)  | Medalla de oro     | 100 m mariposa          |
| Campeonato Europeo en Piscina Corta |                        |                    |                         |
| Año                                 | Lugar                  | Medalla            | Prueba                  |
| 2013                                | Herning (Dinamarca)    | Medalla de plata   | 4 × 50 m estilos        |
| 2017                                | Copenhague (Dinamarca) | Medalla de plata   | 100 m mariposa          |
| 2017                                | Copenhague (Dinamarca) | Medalla de plata   | 4 × 50 m estilos        |